# Amphilius korupi
Amphilius korupi és una espècie de peix de la família dels amfílids i de l'ordre dels siluriformes.

## Morfologia
Els mascles poden assolir els 6,5 cm de llargària total.

## Distribució geogràfica
Es troba a Àfrica: nord-oest del Camerun.